# Skivavbild
En skivavbild eller skivavbildning är en fil som avbildar till exempel en CD eller DVD. Avbilden kan också vara av en hårddisk eller andra digitala media. Däremot går det inte skapa en sann avbildning av en LP-skiva eller något annat analogt medium. I en sådan avbildning har det analoga ljudet transformerats till någon form av digitalt dito och är alltså inte en exakt kopia.
Förutom data lagras oftast även filsystem och metadata och ibland även bootinstruktioner.

## Användningsområden

### Mjukvarudistribution
Ofta erbjuds distributioner av open source-programvara (till exempel olika operativsystem) i form av skivavbildningar. Fördelen med att använda sig av en avbild är att hela paketet med ibland tusentals filer kommer i ett paket (en fil) som sedan är enkel att bränna ned på skiva eller använda direkt från hårddisken. För MacOS X är skivavbildningar bland de vanligaste sätten att distribuera mjukvara över internet.

### Säkerhetskopiering
Skivavbildningar kan även användas vid säkerhetskopiering. En avbildning skapas av den hårddisk eller CD/DVD-skiva som man vill säkerhetskopiera.

### Kloning
Genom att skapa en avbild av ett installerat operativsystem och sedan överföra denna till andra datorer går det snabbt att installera ett stort antal datorer.

### Otillbörlig användning
Under BBS-tiden användes avbildningar av disketter för att lätt sprida piratkopierad mjukvara. I takt med att bredband slagit igenom har det också blivit möjligt att skicka CD- och DVD-avbilder med film, datorspel och annan datorprogramvara över Internet. Mjukvaruföretagen har försökt motverka detta genom att skydda sina programvaror på olika sätt. CD-Cop är ett exempel på ett sådant skydd.

## Framställning
Det finns olika sätt att skapa en skivavbild. De flesta program för CD/DVD-bränning kan läsa och i vissa fall skriva avbilder. Ghost är ett annat populärt program för att skapa avbilder av hårddiskar. När ett sådant program skapar en avbild kan det ske på två olika sätt. Det första är att data kopieras rakt av. På så sätt får man med sig extra information som till exempel filsystemet. Det andra sättet är att generera ny extrainformation, men detta sätt ger sällan en så kallad 1:1-kopia.

## Användning
En färdig skivavbild kan användas på två sätt. Antingen överförs den till ett fysiskt medium. Detta görs till exempel med hjälp av ett program för CD/DVD-bränning. Alternativet är att den monteras som en virtuell disk. Nyare versioner av operativsystem som till exempel Mac OS Classic och Linux kan montera skivavbilder som om de vore fysiska skivor. I Windows-miljö krävs dock hjälpprogram som till exempel Daemon Tools.
Inom emulering av främmande datortyper används skivavbilder dels på grund av de praktiska fördelarna (inget fysiskt medium), dels på grund av att det ofta krävs specialhårdvara för att läsa av äldre former av lagringsmedia.
Emulatorer till spelkonsoler, som till exempel ePSXe med flera, som läser från CD/DVD, kan köra ISO/BIN (och andra liknande avbildningsformat), istället för att köra programvaran från en optisk enhet. På detta sätt uppnår man bättre prestanda. Man behöver inte vänta på att den optiska enheten skall bli redo och en hårddisk är normalt många gånger snabbare än en CD/DVD-enhet.

## Filformat
Exempel på vanliga filformat för skivavbildningar:
- DMG
- ISO-9660
- Joliet